# Битва за Тайпале
Битва за Тайпале (фин. Taipaleen taistelu) — одно из сражений советско-финской войны, в ходе которого советские войска пытались в декабре 1939 года прорвать линию Маннергейма в районе Тайпалеен-йоки (ныне река Бурная — южный рукав Вуоксы). Финские войска смогли организовать на этом участке эффективную оборону. С советской стороны к Тайпале к 3 декабря подошли 49-я, 142-я и 150-я дивизии. Они имели свою штатную артиллерию (более 300 стволов) и более 100 танков. Штаб-квартира советских войск расположилась в Метсяпиртти (ныне Запорожское).

## Ход сражения
Переправа через Тайпалеенйоки была назначена на 6 декабря. Форсирование реки началось днем без достаточной артподготовки и дымовой завесы, что привело к большому количеству жертв среди нападающих, которые использовали резиновые лодки. Переправе препятствовал плотный пулеметный огонь финских ДОТов. Среди прочих в тот день при переправе погиб лейтенант Дударенко. Тем не менее, успех сопутствовал лейтенанту Усову, который за переправу получил золотую звезду Героя Советского Союза. Особо отличился при обстреле финских позиций майор Турбин.
7 декабря финны пытались контратаковать закрепившихся на северном берегу (в Коуккуниеми) красноармейцев, но потеряли около 70 человек (30 убитыми). Потери красноармейцев были в четыре раза больше.
10 декабря 469-й полк 150-й дивизии был поднят в атаку на финские позиции в Кирвесмяки, но понес существенные потери личного состава. В бою был тяжело ранен и умер от ран временно командующий 469-м полком капитан Дубень, при отходе был оставлен на поле боя и замерз раненый начальник штаба полка капитан Семенов. Были ранены и убиты все три комбата и почти все командиры рот. Главным успехом дня был захват ДОТа «Алказар» в месте впадения ручья Мустаоя в Тайпалеен-йоки. За этот подвиг капитану Нетребе вручили золотую звезду героя. Последующие два дня финны пытались отбить свои позиции.
15 декабря советские войска начали танковую атаку силами 39-й танковой бригады подполковника Дмитрия Лелюшенко. Ещё 13 декабря танки (Т-26) переправились через реку на плацдарм на северном берегу в Коуккуниеми. Танковой атаке из 59 машин предшествовал трехчасовой артобстрел. В 11.30 обстрел прекратился. Во время атаки танки плохо маневрировали на гористом северном берегу. Также противнику удалось отсечь бронемашины от наступающей пехоты в районе ручья Мустаоя. Для поражения танков помимо противотанковых орудий финны использовали коктейли Молотова. В ходе безуспешной танковой атаки советские войска потеряли 28 танков. Во время танковой атаки 16 декабря финны подбили ещё 7 танков. 17 декабря в районе оврага Мустаоя советские войска натолкнулись на минированные завалы и заграждения из колючей проволоки. Наступающих встречал массированный пулеметный и минометный огонь. К 20 декабрю потери советских войск были столь высоки, что 173 полк пришлось отвести в тыл. 23 декабря финны предприняли контратаку, которая была отбита советской стороной. С обеих сторон погибло около 100 человек. В тот же день пришел приказ о переходе к обороне в связи с большой убылью личного состава в предыдущих боях.

## Последствия
Лишь 25 декабря на финское Рождество советское командование предприняло атаку на финские позиции в районе Кельи через лед Суванто, чтобы ударить в тыл 10-й финской дивизии в районе Тайпале. Однако атака провалилась. Фронт стабилизировался до конца войны.

## В искусстве
Битва за Тайпеле, вернее, переправа через реку под смертоносным огнем противника послужила сюжетной основой для стихотворения Александра Твардовского «Переправа»
Евгений Долматовский написал по данным событиям стихотворение «Воспоминание о Тайпалеен-иоки».